# Allobates brunneus
Allobates brunneus (synoniem: Colostethus brunneus) is een kikkersoort uit de familie van de Aromobatidae. De wetenschappelijke naam van de soort is voor het eerst geldig gepubliceerd in 1887 door Edward Drinker Cope. De soortaanduiding XX betekent vrij vertaald 'bruin'.
Deze soort is gemeld uit ten zuiden van de rivier de Orinoco in de staat Amazonas, Venezuela, de staat Mato Grosso in Brazilië, Frans-Guyana, Guyana, Suriname en het uiterste noorden van Bolivia. De soort is eerder gemeld uit vele plaatsen in Venezuela. A. pittierii was tot voor kort dezelfde soort, mogelijk komt A. brunneus in Frans-Guyana en Guyana niet voor. De soort komt voor aan de rand van meren en plassen van stilstaand water in het tropisch regenwoud en in Bolivia wordt de soort gevonden in bos dat in bepaalde seizoenen overstroomt. De broedgewoonten zijn onbekend, maar de larven ontwikkelen zich waarschijnlijk in het water.